# Friedrich Wohlwill
Friedrich Joachim Wohlwill (ur. 20 sierpnia 1881 w Hamburgu, zm. 15 lipca 1958 w Bostonie) – niemiecki lekarz, neuropatolog.
Urodził się jako syn chemika Emila Wohlwilla (1835–1912) i Luise z domu Nathan (1847–1919). Jego siostrą była malarka Gretchen Wohlwill (1878–1962), druga siostra Sophie była pianistką i nauczycielką muzyki.
Uczył się patologii u Von Recklinghausena i Fraenkla, neurologii u Nonnego w Hamburgu i Gabriela Antona w Halle. Podczas I wojny światowej asystent Nonnego w szpitalu wojskowym. Do 1924 w Klinice Neurologicznej Uniwersytetu w Hamburgu. W 1920 roku habilitował się u Fraenkla. W 1924 został prosektorem w szpitalu św. Grzegorza w Hamburgu. W 1933 roku stracił posadę z powodów politycznych. Jesienią tego roku emigrował do Portugalii, przez dwa lata praktykował w Instytucie Rakowym w Lizbonie jako prosektor. W czerwcu 1934 został profesorem zwyczajnym patologii Uniwersytetu w Lizbonie. Od 1936 do 1946 jako patolog w szpitalu uniwersyteckim. Od 1946 w Stanach Zjednoczonych, najpierw w M.J. Barett Hospital w Cooperstown, od lipca 1947 do lipca 1952 w Danvers State Hospital w Danvers, Massachusetts. Od 1953 do 1958 kierował laboratorium neuropatologicznym Warren-Museum, gdzie współpracował z Yakovlevem.
W 1923 przedstawił pierwszy opis mikroskopowego zapalenia naczyń.